# Jan van Schijndel
Jan van Schijndel (Schiedam, 4 de marzo de 1927 – 28 de febrero de 2011
) fue un futbolista holandés que jugó de centrocampista.

## Carrera
Van Schijndel jugó en tan solo un equipo en su carrera (SVV de Schiedam), con el que consiguió un título de Liga en 1949 y una Supercopa ese mismo año.

## Carrera como internacional
Van Schijndel hio su debut con la selección holandesa en un amistoso en marzo de 1949 contra Bélgica y fue internacional en 17 ocasiones y marcó un gol. Fue el capitán en los últimos tres partidos. Formó parte del equipo olímpico que participó en los Juegos Olímpicos de Helsinki 1952. Su último partido como internacional fue un amistoso en abril de 1955 contra Bélgica.